# Kazuko Kōri
Kazuko Kōri (郡 和子?, Kōri Kazuko; Sendai, 31 marzo 1957) è una politica giapponese, sindaca di Sendai dal 22 agosto 2017.

## Biografia
Nata a Sendai il 31 marzo del 1957, Kazuko Kōri si è laureata all'Università Tōhoku Gakuin. Viene eletta per la prima volta nella Camera dei rappresentanti nel 2005, dopo aver lavorato in un'emittente televisiva.